# Sellerich

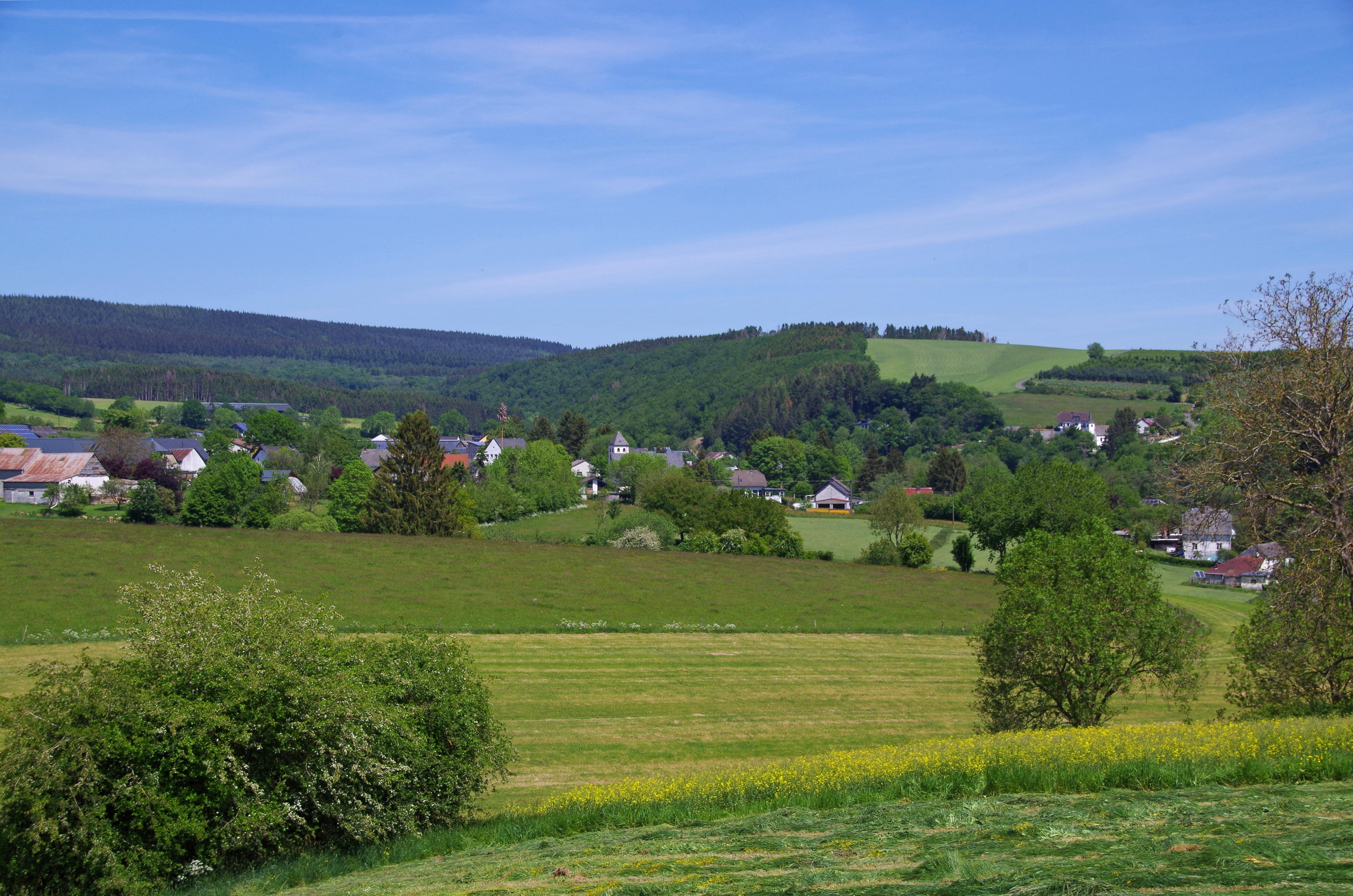
Sellerich, Blick von Hontheim aus

Sellerich am Rande der Schneifel ist eine Ortsgemeinde im Eifelkreis Bitburg-Prüm in Rheinland-Pfalz. Sie gehört der Verbandsgemeinde Prüm an.

## Gemeindegliederung
Zur Ortsgemeinde Sellerich gehören außer dem Ort Sellerich noch die Ortsteile Herscheid, Hontheim und Sellericherhöhe sowie die Wohnplätze Schneifelhaus und Schnee-Eifel-Hof.

## Geschichte
Sellerich wird erstmals 1068 als Selrike urkundlich erwähnt. Bis zum Ende des 18. Jahrhunderts gehörte Sellerich zum Besitz der Abtei Prüm, die 1576 ihre Selbstständigkeit verlor und dem Kurfürstentum Trier als Amt Prüm angegliedert wurde.
Die Inbesitznahme des Linken Rheinufers durch französische Revolutionstruppen beendete die alte Ordnung. Der Ort wurde von 1798 bis 1814 Teil der Französischen Republik (bis 1804) und anschließend des Französischen Kaiserreichs, zugeordnet der Mairie Niederprüm im Arrondissement Prüm des Saardépartements. Nach der Niederlage Napoleons kam Sellerich aufgrund der 1815 auf dem Wiener Kongress getroffenen Vereinbarungen zum Königreich Preußen und wurde dem Kreis Prüm des Regierungsbezirks Trier zugeschlagen, der 1822 Teil der neu gebildeten preußischen Rheinprovinz wurde. Aus der Mairie wurde eine Bürgermeisterei, die 1927 in Amt umbenannt und später im Amt Niederprüm-Pronsfeld aufging.
Als Folge des Ersten Weltkriegs war die gesamte Region dem französischen Abschnitt der Alliierten Rheinlandbesetzung zugeordnet. Der Zweite Weltkrieg führte aufgrund heftiger Kämpfe zur fast vollständigen Zerstörung des Ortes. Nach dem Krieg wurde Sellerich innerhalb der französischen Besatzungszone Teil des damals neu gebildeten Landes Rheinland-Pfalz.
Bevölkerungsentwicklung
Die Entwicklung der Einwohnerzahl von Sellerich, die Werte von 1871 bis 1987 beruhen auf Volkszählungen:
| Jahr | Einwohner |
| ---- | --------- |
| 1815 | 241       |
| 1835 | 290       |
| 1871 | 403       |
| 1905 | 346       |
| 1939 | 444       |
| 1950 | 348       |

| Jahr | Einwohner |
| ---- | --------- |
| 1961 | 322       |
| 1970 | 333       |
| 1987 | 299       |
| 1997 | 341       |
| 2005 | 318       |
| 2017 | 307       |

## Politik

### Bürgermeister
Herbert Meyer wurde am 16. Februar 2016 Ortsbürgermeister von Sellerich. Bei der Direktwahl am 26. Mai 2019 wurde er mit einem Stimmenanteil von 71,36 % für weitere fünf Jahre in seinem Amt bestätigt. Er wurde im Juni 2024 wiedergewählt.
Meyers Vorgänger waren der 2015 verstorbene Robert Trierweiler, der das Amt seit 2009 ausgeübt hatte, und zuvor für 15 Jahre Albert Lenz.

### Wappen
| Wappen von Sellerich | Blasonierung: „Von Silber und Rot geteilt. Oben in Silber vier grüne Eichenblätter nebeneinander, unten in Rot ein silberner Pflug.“ |
| Wappen von Sellerich | |

## Verkehr
Sellerich wird von der Landesstraße 17 an das überregionale Straßennetz angeschlossen. Das südliche Gemeindegebiet wird von der Bundesautobahn 60 durchschnitten, deren nächstgelegene Anschlussstellen Prüm und Bleialf sind.